# Galeruca
Espèce
Galeruca est un genre d'insectes coléoptères de la famille des Chrysomelidae.

## Liste des sous-genres et espèces
Selon BioLib (24 juin 2020) :
- sous-genre Galeruca (Emarhopa) Weise, 1886
  - Galeruca rufa (Germar, 1824)
- sous-genre Galeruca (Galerima) Reitter, 1903
  - Galeruca canigouensis Fauvel, 1892
  - Galeruca miegi Perez, 1874
  - Galeruca monticola Kiesenwetter, 1850
  - Galeruca villiersi Berti & Rapilly, 1983
- sous-genre Galeruca (Galerotoma) Reitter, 1903
  - Galeruca haagi (Joannis, 1865)
- sous-genre Galeruca (Galeruca) Geoffroy, 1762
  - Galeruca abbreviata (Joannis, 1865)
  - Galeruca angelae Havelka, 1958
  - Galeruca angusta (Küster, 1849)
  - Galeruca artemisiae (Rosenhauer, 1856)
  - Galeruca baetica Weise, 1891
  - Galeruca corsica (Joannis, 1865)
  - Galeruca cretica Weise, 1889
  - Galeruca dahlii (Joannis, 1865)
  - Galeruca daurica Joannis, 1866
  - Galeruca hunyadensis Csiki, 1952
  - Galeruca ida Havelka, 1956
  - Galeruca interrupta Illiger, 1802
  - Galeruca jucunda (Faldermann, 1837)
  - Galeruca laticollis C. R. Sahlberg, 1837
  - Galeruca littoralis (Fabricius, 1787)
  - Galeruca lobata (Joannis, 1865)
  - Galeruca luctuosa (Joannis, 1865)
  - Galeruca macchoi (Joannis, 1865)
  - Galeruca nebrodensis Ragusa, 1887
  - Galeruca obscura (Joannis, 1865)
  - Galeruca pomonae (Scopoli, 1763)
  - Galeruca reichei (Joannis, 1865)
  - Galeruca rudis LeConte, 1857
  - Galeruca rugosa (Joannis, 1865)
  - Galeruca sardoa Gené, 1839
  - Galeruca sicana (Reiche, 1860)
  - Galeruca spectabilis (Faldermann, 1837)
  - Galeruca tanaceti (Linnaeus, 1758)
- sous-genre Galeruca (Haptoscelis) Weise, 1886
  - Galeruca melanocephala Ponza, 1805